# Alexander Sutherland Neill
Pour les articles homonymes, voir Alexander, Sutherland et Neill.
Alexander Sutherland Neill, aussi appelé A. S. Neill, (17 octobre 1883 - 23 septembre 1973) était un pédagogue libertaire écossais. Il est le fondateur, en 1921, de l'école de Summerhill qu'il « dirigea » jusqu'à sa mort. Il fut alors remplacé dans sa tâche par sa seconde épouse jusqu'en 1985, puis par sa fille Zoe Readhead qui est l'actuelle directrice de l'école. L'école accueille encore aujourd'hui plus de soixante-dix étudiants.

## Biographie

### Jeunesse
Alexander Sutherland Neill naquit le 17 octobre 1883 à Forfar en Écosse dans une famille de treize enfants dont plusieurs moururent en bas âge.
Son père, issu d'une famille de mineurs, était maître d'école; sa mère était également institutrice.
La famille était peu aisée, et peinait à payer les études universitaires de Willy, le fils ainé. Quand Alexander eut 14 ans, devant son peu d'intérêt pour les études, son père lui chercha un travail, puis le prit comme assistant, mais il échoua au bout de son apprentissage à l'examen d'entrée à l'école normale.
Il continua cependant à enseigner dans divers établissements, et entama finalement une formation universitaire. Diplômé d'Édimbourg, il était devenu journaliste, quand éclata la première Guerre mondiale.
Pendant la guerre, il trouve un poste d'instituteur et remet en question l'autorité et les punitions. Il en fait le récit dans Journal d'un instituteur de campagne.
Après-guerre, il fait la connaissance de Homer Lane (en) et commence une analyse avec lui. Lane est le fondateur du Little Commonwealth, un établissement fonctionnant selon le principe du self government, et A. S. Neill lui reconnait une grande influence sur lui.

### Le pionnier des années 1920
A.S. Neill participa dans les années 1920 à la Ligue internationale pour l'éducation nouvelle, rassemblement des militants de l'éducation nouvelle de cette époque. Il participa au congrès inaugural de Calais, croisant là Decroly, Ferrière et tous les grands pionniers, s’y faisant remarquer comme un auteur d’ouvrage de combat. Il y rencontra également Maria Montessori, déjà éminente théoricienne de l’éducation dont il fut un adversaire farouche; il lui reprochait scientisme et moralisme.
Il dirigea avec Beatrice Ensor la revue The new Era, publication de la Ligue en version anglaise.
Lecteur des ouvrages de Freud, il était habile à en utiliser les concepts pour railler ses collègues. Neill sema la controverse et provoqua « beaucoup d’indignation », jusqu'à être exclu de la revue.

### Fondation de Summerhill

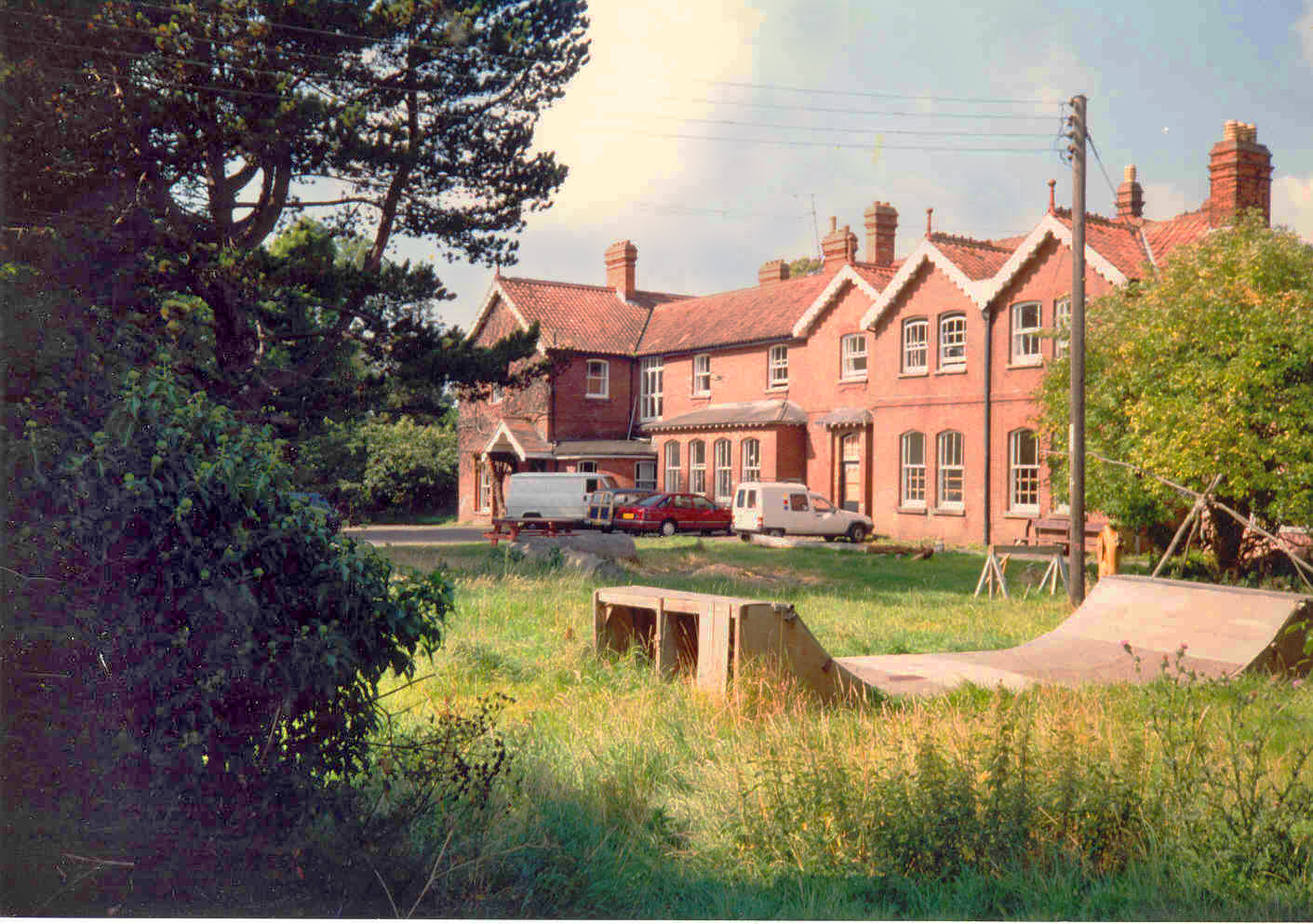
L'école de Summerhill

En 1921, lors d'un voyage en Europe lié à son intérêt pour l'éducation nouvelle, Neill rencontre Otto et Lilian Neustätter, directeurs de l'école nouvelle Dalcroze, située dans la cité-jardin pour artistes et artisans de Hellerau, dans la banlieue de Dresde. L'école comprenait une section musicale, son principe était que l'enfant est fondamentalement bon et ne doit jamais être puni. Créativité et libre-expression y étaient favorisées. Neill accepte d'y enseigner en tant que co-directeur, tout en prenant ses distances avec le puritanisme d'autres enseignants. Il commence à y expérimenter, avec l'introduction du self-goverment, les principes de ce qui deviendra Summerhill. On fait traditionnellement remonter la date de la fondation de Summerhill à cette année 1921. Face aux difficultés rencontrées et à la baisse du nombre des élèves, aussi due à une période de crise en Saxe, Neill part en Autriche pour implanter sa propre école à Sonntagberg avec Lillian, qui deviendra sa première épouse. À la suite de plusieurs contestations et difficultés politiques reliées aux principes sur lesquels était fondée l'école, notamment son refus de l'enseignement religieux, Neill repart en 1923 à la recherche d'un nouveau lieu, et c'est en Angleterre, à Lyme Regis, dans le sud du pays, qu'il installe l'école dans une maison appelée Summerhill. Puis Neill déménage celle-ci dans le comté de Suffolk en Angleterre en 1927, près de la ville de Leiston,

### Maturité
En 1937, Neill fit la connaissance de Wilhelm Reich, avec qui il devint ami, et dont les idées proches des siennes l'influenceront, notamment sur la prise en compte de l'intérêt sexuel chez l'enfant. S’il ne craignait la fermeture de l’école par les autorités, Neill ne poserait aucun interdit pour la sexualité.
Sa seconde épouse, Ena Woof (1910-1997), est de 27 ans sa cadette. En 1947 naquit leur fille Zoe.

## Valeurs

### Principes pédagogiques
Neill croit en la bonté fondamentale de l'être humain et préconise de tenir les enfants éloignés de la brutalité de la société des adultes. Il ne faut ainsi rien imposer à l'enfant, dont il n'ait compris le sens comme engageant sa responsabilité et celle des autres. D'où l'importance des assemblées générales où des règles étaient édictées et des sanctions décidées collectivement lorsqu'une règle était enfreinte. Le vol, le mensonge, l'absence de motivation doivent être compris comme des symptômes et Neill ne s'interdisait pas de détruire des objets matériels avec l'un de ses élèves difficiles, pour lui faire comprendre qu'il était de son côté, et avant toute tentative, pour mettre un terme à des comportements asociaux.
À Summerhill, les enfants ne sont pas tenus d'assister aux cours. Loin d'être un grand lecteur de Rousseau, dont les théories semblent pourtant l'inspirer, Neill précise dans son autobiographie, Summerhill School (éd. St Martin's Griffin), qu'il n'a lu Rousseau qu'à l'âge de 50 ans, bien après avoir fondé son école, et cela seulement parce que bon nombre de ses amis lui avaient fait remarquer la ressemblance des pédagogies.
Neill accorde une très grande attention aux enfants et s'attache à ne jamais les laisser sans réponses face à leurs interrogations ou problèmes, dès qu'ils en font la demande explicite. Il leur accorde à volonté des séances individuelles au cours desquelles il réinvente constamment ses méthodes de psychothérapie active.
Les enfants sont fréquemment déstabilisés par les différences radicales entre la vie à Summerhill et celle du reste du monde, mais Neill rapporte que dans la grande majorité des cas, deux à trois mois de comportements asociaux libres à Summerhill suffisent pour que les enfants se dirigent d'eux-mêmes vers les salles de classe et les ateliers. L'obtention de ce résultat repose sur le principe « d'épuisement de l'intérêt » développé et mis en œuvre par Neill. Toute activité découlerait de l'intérêt. Or, les centres d'intérêt réprimés par la société des adultes, qu'il s'agisse des jeux ou de la masturbation, par exemple, demeurent actifs dans l'inconscient, devenant facteurs de haine de l'autre et de soi, ce qui conduit à développer des comportements extrêmes, symptômes de névrose ou de déviance. Avec la méthode « permissive » de Summerhill au contraire, une fois l'intérêt épuisé, les enfants peuvent grandir « sainement ».

### Ouvrages de Neill
- A.S. Neill, Summerhill School : A New View of Childhood, St Martin’s Griffin, New York, 1995  (ISBN 0-312-14137-8) (traduction Libres enfants de Summerhill aux Éditions François Maspero, 1970, puis réédition aux Éditions de la Découverte, 1995 et dans la coll. "Folio essais", no 4, 2004. Condensé de plusieurs ouvrages de Neill. The Free Child date de 1953[5].
- A.S. Neill, La Liberté, pas l'anarchie, (suivi de : À propos de Summerhill, de Bruno Bettelheim), Hart Publishing (New York) 1966, Payot, coll. "Petite bibliothèque Payot", 1970, rééd. 2011.
- A.S. Neill, Neill ! Neill ! Peau de mandarine !, Hart Publishing (New York) 1972, trad. Hachette, 1980. Autobiographie.
- A.S. Neill, Journal d'un instituteur de campagne, Payot et Rivages, (Paris), 1975.
- A.S. Neill, Le nuage Vert, Gallimard, collection "Folio Junior", 1980.

### Études sur Neill
- Jean-François Saffange, Libres regards sur Summerhill, Lang (Genève), 2000. Ouvrage comportant une biographie très complète, une modélisation de la pensée de Neill, ainsi qu'une foule de commentaires et de points de vue de chercheurs et pédagogues célèbres (Piaget, Freud, Dolto, Oury…).
- Jean-François Saffange, Alexander Sutherland Neill, Perspectives : revue trimestrielle d’éducation comparée, Paris, UNESCO, Bureau international d'éducation, vol. XXIV, no 1-2, 1994, p. 225-236, texte intégral.
- Yves Jeanne, Alexander Sutherland Neill : la liberté bien comprise, Reliance, 1/2006, pages 107-113, texte intégral.
- Marc Blanchette, Alexander S. Neill et sa conception pédagogique, TACT, Université Laval, sans date, texte intégral.